# Gerard Holohan
Gerard Holohan (Perth, 5 settembre 1947) è un vescovo cattolico australiano, dal 30 giugno 2023 vescovo emerito di Bunbury.

## Biografia
Gerard Joseph Holohan è nato il 5 settembre 1947 a Perth.
Ha studiato presso la Our Lady Help of Christians Primary School a Perth, gestita dalle suore della misericordia e ha proseguito poi presso l'Ursula Frayne Catholic College e il Christian Brothers' College a Highgate, sempre a Perth, gestiti dai Fratelli Cristiani e infine il Trinity College di East Perth. Ha completato i suoi studi di filosofia entrando al St Charles Seminary nel 1965, mentre nel 1968 è entrato al St Francis Xavier Seminary ad Adelaide per studiare teologia.
È stato ordinato presbitero il 4 settembre 1971 dall'arcivescovo Launcelot John Goody.
Dopo l'ordinazione sacerdotale ha svolto il suo servizio pastorale nei sobborghi di Perth prima a Cottesloe e successivamente a Subiaco fino al 1975. Nel 1975 ha ripreso gli studi prima presso la Murdoch University a Perth e in seguito presso la Fordham University a New York, laureandosi in educazione.
Tornato in Australia, nel 1980 è stato nominato cappellano e direttore per l'educazione religiosa del Newman College a Churchlands, sobborgo di Perth. È stato poi governatore dell'University of Notre Dame Australia. Attivo particolarmente nel campo dell'istruzione, ha contribuito in numerose opere sociali nella Chiesa, come gli aiuti ai giovani, i corsi di istruzione e formazione degli adulti e il catechismo per gli Aborigeni australiani. Nel 1990 è diventato un membro affiliato dei fratelli maristi.
L'11 giugno 2001 papa Giovanni Paolo II lo ha nominato vescovo di Bunbury. Ha ricevuto l'ordinazione episcopale il 5 settembre successivo per imposizione delle mani del suo predecessore, il vescovo Peter Quinn.
In seno alla Conferenza dei vescovi cattolici australiani è stato presidente della commissione per l'educazione cattolica del Australia Occidentale, presidente (ex officio) del Catholic Institute of Western Australia, membro della commissione episcopale per l'amministrazione e l'informazione e membro della commissione episcopale per l'educazione cattolica.
Ha retto la diocesi per 22 anni ritirandosi per raggiunti limiti d'età il 30 giugno 2023.

## Genealogia episcopale
La genealogia episcopale è:
- Cardinale Scipione Rebiba
- Cardinale Giulio Antonio Santori
- Cardinale Girolamo Bernerio, O.P.
- Arcivescovo Galeazzo Sanvitale
- Cardinale Ludovico Ludovisi
- Cardinale Luigi Caetani
- Cardinale Ulderico Carpegna
- Cardinale Paluzzo Paluzzi Altieri degli Albertoni
- Papa Benedetto XIII
- Papa Benedetto XIV
- Papa Clemente XIII
- Cardinale Marcantonio Colonna
- Cardinale Giacinto Sigismondo Gerdil, B.
- Cardinale Giulio Maria della Somaglia
- Cardinale Carlo Odescalchi, S.I.
- Cardinale Costantino Patrizi Naro
- Cardinale Serafino Vannutelli
- Cardinale Domenico Serafini, O.S.B.
- Cardinale Pietro Fumasoni Biondi
- Arcivescovo Filippo Bernardini
- Cardinale Norman Gilroy
- Vescovo Alfred Joseph Gummer
- Arcivescovo Launcelot John Goody
- Vescovo Peter Quinn
- Vescovo Gerard Joseph Holohan